# Forte Palio
Forte Palio, chiamato originariamente Werk Alt Wratislaw, è stata una fortificazione posta a sud di Verona, parte del complesso sistema difensivo cittadino e più in particolare del primo campo trincerato di pianura, messo in opera tra 1848 e 1856. Il forte fu realizzato tra 1848 e 1850 e completato del muro distaccato alla Carnot e di tre caponiere nel 1859; l'utilità del forte tuttavia diminuì già dopo il 1861, in seguito alla costruzione della linea più avanzata del secondo campo trincerato, anche se mantenne la funzione di sicurezza contro le infiltrazioni di fanteria. I lavori furono seguiti dal direttore dell'Imperiale Regio Ufficio delle Fortificazioni di Verona, il maggiore Conrad Petrasch.
Intitolato al conte Johann Wratislaw von Mittrowitz, capo dello Stato Maggiore d'Armata di Josef Radetzky durante la campagna del 1848-1849, il forte venne completamente spianato e demolito nel 1912 per fare spazio al nuovo grande scalo ferroviario per le merci di Porta Nuova.

## Descrizione

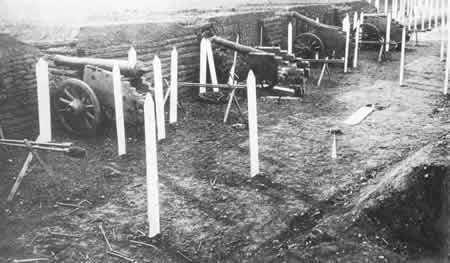
Esercitazione nel forte Palio nel 1862

Si tratta di un forte a tracciato poligonale con ridotto centrale, terrapieno con impianto asimmetrico semiottagonale e fronte di gola a leggero rientrante. Faceva sistema con i forti Santa Lucia e di Porta Nuova, situato immediatamente a est della diramazione ferroviaria per Milano e per Mantova, che prendeva con tiri d'artiglieria d'infilata. Batteva inoltre la campagna antistante tra i borghi di Santa Lucia e Tomba, nonché la strada proveniente da Mantova.
Il ridotto centrale del forte era a segmento di torre cilindrica, su un solo piano, con copertura terrapienata disposta a piattaforma per l'artiglieria; anche al piano terra potevano essere collocate artiglierie in casamatta. Due tratti di muro convergenti, a delimitare il cortile di sicurezza, collegavano la semitorre al centro del fronte di gola, il cui muro formava un tamburo difensivo per fucileria e artiglieria. Sull'ala destra del fronte di gola era inserito inoltre il portale d'ingresso con l'antistante ponte levatoio. Nel piazzale interno, sulla destra, si trovava un pozzo per la riserva d'acqua del presidio.
Il terrapieno semiottagonale, con le postazioni di artiglieria, era difeso al livello del fossato asciutto dal muro distaccato alla Carnot, con le tre caponiere per il fiancheggiamento di artiglieria. Adiacenti al fronte di gola due poterne mettevano in comunicazione il piazzale interno con il cammino di ronda lungo il muro alla Carnot, ordinato per fucilieri, e con le tre caponiere. All'esterno completava l'opera la controscarpa del fosso raccordato alla campagna.

## Armamento
L'armamento della fortificazione consisteva in:
- 8 bocche da fuoco

## Presidio di guerra
Il presidio in caso di guerra della fortificazione consisteva in:
- 60 uomini